# باصلحايا
باصلحايا (بالكردية: Basilê‏) هي قرية سوريّة تتبع إداريّاً لمحافظة حلب منطقة عفرين ناحية مركز عفرين. بلغ تعداد سكانها 512 نسمة حسب التعداد السكاني لعام 2004، و2,956 نسمة حسب قيود السجل المدني لنهاية عام 2005. وهي من القرى القديمة لعشيرة روباري الكرديّة.